# Rifa (Gemeinde Gaschurn)
Rifa ist ein kleiner Ort im Montafon in Vorarlberg, er gehört zur Gemeinde Gaschurn im Bezirk Bludenz.

## Name
Das Wort "Rifa" stammt aus dem Rätoromanischen und bedeutet "Rüfe" bw. "Steilufer". 1654 wurde es noch als "auf Reufen" geschrieben.

## Geographie
Die Rotte liegt im Talgrund am rechten Ufer der Ill, halbwegs zwischen Gaschurn und Partenen.
Über dem Ort erhebt sich die Tafamunt, der Steilabbruch des Valschavielkammes gegen das Illtal, ein Europaschutzgebiet, und darüber Tavamunter Augstenberg (2489 m ü. A.) und Versalspitze (Versailspitze, 2462 m ü. A.).

Südlich gegenüber der Ill liegt das Rifawerk mit dem großen Ausgleichsbecken, das zur Kraftwerksgruppe Obere Ill-Lünersee der illwerke vkw gehört.
Nachbarorte:
| Gaschurn                  |                                             |                |
| Pfanges Pfölla Trantrauas | Kompassrose, die auf Nachbargemeinden zeigt |                |
|                           | Außerbofa                                   | Motta Partenen |

## Klettergarten Rifa
Bei Rifa, vor dem Tschambreutunnel der Montafoner Straße (L 188), befindet sich der Klettergarten Rifa (Bushaltestelle Gaschurn-Klettergarten). Er zeichnet sich durch nachmittagssonnige Lage und guten Gneis (Silvrettakristallin) aus, und wurde 2009 neu gestaltet und erweitert.
Daten zum Klettersteig:
Ausrichtung: SW
Schwierigkeitsgrad: C-D (2–7+)
Seillängen: 10–30 m
Routen: 17
Gestein: Gneis
Karte: 46° 58′ 28″ N, 10° 2′ 42″ O